# Ioncell
Ioncell je umělé vlákno z  regenerované celulózy vyvinuté ve 2. dekádě 21. století finskými univerzitami.

## Z historie Ioncellu
Ve snaze nahradit konvenční viskózová vlákna, jejichž výroba zatěžuje životní prostředí a koncem 20. století přestala být výnosná, bylo vynalezeno a v roce 1992 přišlo do průmyslové výroby vlákno Lyocell. Vlastnosti tohoto úspěšného výrobku z regenerované celulózy mohou být dále vylepšeny výrobní technologií zvanou (také) Ioncell-F, která využívá zejména účinky ionizovaného rozpouštědla (vynález Američana Rogerse z roku 2002).
Technologie výroby vlákna Ioncell byla vyvinuta na finské Aalto University a na univerzitě v Helsinkách. Průmyslovou výrobu a prodej pod značkou Ioncell® má zajišťovat nově založená firma Ioncell Oy (hlavní akcionář Antti Rönkkö). V roce 2018 byl dokončen vývoj technologie a návrh výrobního zařízení, od roku 2024 měl zahájit výrobu pokusný provoz. Asi do roku 2032 chce Ioncell Oy dosáhnout podíl 5-10 % na světovém trhu s textilními vlákny.

## Způsob výroby a vlastnosti vlákna
Ionocel se vyrábí z regenerované celulózy. Výroba se zakládá na technologii zvlákňování dry-jet-wet za použití ionické tekutiny z  polymeru [DBNH][OAc].() jako rozpouštědlo a vzduchové mezery ke klimatizaci během zvlákňování. 
Pokusná výroba vláken byla zaměřena na zpracování bavlněných odpadů (recyklované tkaniny) a směs odpad/buničina (dřevinová drť s příměsí ligninu nebo xylanu). Tyto polymery byly zastoupeny ve zvlákňovacím roztoku s 13-15 %. Filamenty ze zvlákňovací trysky se dloužily cca 14 násobně na jemnost 1,3-1,4 dtex.
Laboratorně vyrobená vlákna dosahovala tažnou pevnost za sucha 525-750 MPa a za mokra 315-615 MPa, modul elasticity byl zaznamenán s 10-26 GPa. Špičkové hodnoty byly měřeny u vláken z recyklovaných tkanin s relativní pevností za sucha 58 cN/tex a za mokra 52 cN/tex.